# Ammothella marcusi
Ammothella marcusi is een zeespin uit de familie Ammotheidae. De soort behoort tot het geslacht Ammothella. Ammothella marcusi werd in 1948 voor het eerst wetenschappelijk beschreven door Hedgpeth. 